# Aneflomorpha pueblae
Aneflomorpha pueblae là một loài bọ cánh cứng trong họ Cerambycidae.